# Forsidehenvisning
En forsidehenvisning er en rubrik på avisens forside med henvisning til en artikel længere inde i avisen.
Den indeholder altid et sidetal og kan være ledsaget af en illustration eller et billede.
| Bog | Spire Denne artikel om bøger og tidsskrifter er en spire som bør udbygges. Du er velkommen til at hjælpe Wikipedia ved at udvide den. |